# Любов моя вічна
«Любов моя вічна» (рос. «Любовь моя вечная») — радянський двосерійний художній фільм 1981 року, знятий режисером Володимиром Монаховим на кіностудії «Мосфільм».

## Сюжет
Кінороман про життя села. Присвятивши своє життя рідному селі, Михайло Петрович Зубов до кінця своєї головної діяльності дещо огрубів і навіть озлобився. Про це чесно та відкрито говорить йому молодий парторг колгоспу. Але як не важко голові зрозуміти справедливість критики, любов до землі допомагає Зубову змінити відносини з людьми.

## У ролях
- Анатолій Папанов — Михайло Петрович Зубов
- Микола Засухін — Григорій Семенович Рухін
- Юрій Кузьменков — Іван Русов
- Євген Жариков — Гліб Микитович Грибов
- Микола Мерзлікін — Коршунов
- Олександра Дорохіна — Коршунова
- Михайло Брилкін — дядько Андрій
- Марія Скворцова — Максимівна
- Андрій Ніколаєв — Ілля
- Надія Бутирцева — Даша
- Кіра Головко — Ольга Зубова
- Алла Мещерякова — Саша Зубова
- Наталія Гвоздікова — Клавдія Грибова
- Герман Качин — Артемич
- Федір Одиноков — Кучаєв
- Віктор Філіппов — Малявочкін
- Олександр Степанов — Льолік
- Микола Бармін — колгоспник
- Олександра Харитонова — колгоспниця
- Сергій Юртайкін — голова колгоспу
- Ніна Агапова — режисер кінохроніки
- Анатолій Голик — колгоспник
- Микола Горлов — дід Матвій
- Надія Семенцова — епізод
- Дмитро Орловський — колгоспник
- Юрій Мартинов — Орлов, голова колгоспу
- Марія Сапожникова — старенька
- Володимир Колчин — Александров
- Тетяна Ігнатова — Сонечка
- Віталій Коміссаров — голова колгоспу
- Людмила Крашениннікова — голова колгоспу
- Петро Любешкін — голова колгоспу
- Микола Маліков — голова колгоспу
- Володимир Мишкін — комбайнер
- Михайло Розанов — працівник магазину
- Микола Сибейкін — колгоспник
- Василь Циганков — голова колгоспу

## Знімальна група
- Режисер — Володимир Монахов
- Сценарист — Олег Стукалов-Погодін
- Оператори — Володимир Монахов, Костянтин Супоницький
- Композитор — Олексій Муравльов
- Художник — Георгій Турильов